# Manasseh Sogavare
Manasseh Sogavare (17 de enero de 1955) es un político de las Islas Salomón. Fue Primer ministro de su país desde 2019 hasta 2024, y anteriormente lo fue entre 2000 y 2001, 2006 y 2007 y 2014 y 2017.

## Carrera
Ocupó el cargo de primer ministro como miembro del Partido del Crédito Social de las Islas Salomón desde el 4 de mayo de 2006 hasta ser derrotado por una moción de confianza el 20 de diciembre de 2007. Antes, de junio de 2000 a diciembre de 2001, ya había ocupado el puesto de primer ministro, en esta ocasión liderando el Partido Progresista del Pueblo.
El 18 de abril de 2006 se realizó una primera votación para designar al primer ministro. Sogavare sólo obtuvo el apoyo de 11 diputados, de 50 posibles, ganando la votación Snyder Rini. Sin embargo, unos días después Rini perdía una moción de confianza en el Parlamento. La votación para sustituir a Rini se celebró el 4 de mayo, ganándola Sogavare con 28 votos frente a los 22 de Fred Fono. Esta victoria fue refrendada el 11 de octubre, al enfrentarse a una moción de confianza presentada por Fono. La moción sólo obtuvo el respaldo de 17 diputados.
- Datos: Q536063
- Multimedia: Manasseh Sogavare / Q536063